# Lijst van voetbalinterlands Bosnië en Herzegovina - Litouwen
Deze lijst van voetbalinterlands is een overzicht van alle officiële voetbalwedstrijden tussen de nationale teams van Bosnië en Herzegovina en Litouwen. De landen speelden tot op heden zes keer tegen elkaar. De eerste ontmoeting, een kwalificatiewedstrijd voor het Europees kampioenschap voetbal 2000, werd gespeeld in Vilnius op 14 oktober 1998. Het laatste duel, een kwalificatiewedstrijd voor het Wereldkampioenschap voetbal 2014, vond plaats op 15 oktober 2013 in Kaunas.

## Wedstrijden
| № | Plaats   | Datum            | Competitie           | Wedstrijd                        | Uitslag |
| - | -------- | ---------------- | -------------------- | -------------------------------- | ------- |
| 1 | Vilnius  | 14 oktober 1998  | EK 2000 kwalificatie | Litouwen – Bosnië en Herzegovina | 4 – 2   |
| 2 | Sarajevo | 5 juni 1999      | EK 2000 kwalificatie | Bosnië en Herzegovina – Litouwen | 2 – 0   |
| 3 | Sarajevo | 30 maart 2005    | WK 2006 kwalificatie | Bosnië en Herzegovina – Litouwen | 1 – 1   |
| 4 | Vilnius  | 7 september 2005 | WK 2006 kwalificatie | Litouwen – Bosnië en Herzegovina | 0 – 1   |
| 5 | Zenica   | 16 oktober 2012  | WK 2014 kwalificatie | Bosnië en Herzegovina – Litouwen | 3 – 0   |
| 6 | Kaunas   | 15 oktober 2013  | WK 2014 kwalificatie | Litouwen – Bosnië en Herzegovina | 0 – 1   |

## Samenvatting
| Competitie      | Totaal gespeeld | Winst Bosnië en Her. | Gelijk | Winst Litouwen | Doelsaldo Bosnië en Her. – Litouwen |
| --------------- | --------------- | -------------------- | ------ | -------------- | ----------------------------------- |
| WK-kwalificatie | 4               | 3                    | 1      | 0              | 6 − 1                               |
| EK-kwalificatie | 2               | 1                    | 0      | 1              | 4 − 4                               |
| Totaal          | 6               | 4                    | 1      | 1              | 10 − 5                              |

Wedstrijden bepaald door strafschoppen worden, in lijn met de FIFA, als een gelijkspel gerekend.

## Details

### Eerste ontmoeting
| EK 2000 kwalificatie (Vilnius, Litouwen, 14 oktober 1998):                                     |              |                                                            |
| Litouwen                                                                                       | 4 – 2        | Bosnië en Herzegovina                                      |
| Valdas Ivanauskas 11' Valdas Ivanauskas 67' Valdas Ivanauskas 77' Virginijus Baltušnikas 90+3' | goals        | 5' Muhamed Konjić 68' Elvir Baljić                         |
| Edgaras Jankauskas 8' Raimondas Žutautas 57'                                                   | gele kaarten | 10' Edin Mujčin 46' Hasan Salihamidžić 81' Sergej Barbarez |
|                                                                                                | rode kaarten | 70' Elvir Baljić                                           |

### Tweede ontmoeting
| EK 2000 kwalificatie (Sarajevo, Bosnië en Herzegovina, 5 juni 1999): |       |          |
| Bosnië en Herzegovina                                                | 2 – 0 | Litouwen |
| Meho Kodro 26' (pen.) Elvir Bolić 90'                                | goals |          |

### Derde ontmoeting
| WK 2006 kwalificatie (Sarajevo, Bosnië en Herzegovina, 30 maart 2005): |       |                         |
| Bosnië en Herzegovina                                                  | 1 – 1 | Litouwen                |
| Zvjezdan Misimović 21'                                                 | goals | 60' Marius Stankevičius |

### Vierde ontmoeting
| WK 2006 kwalificatie (Vilnius, Litouwen, 7 september 2005): |       |                       |
| Litouwen                                                    | 0 – 1 | Bosnië en Herzegovina |
|                                                             | goals | 28' Sergej Barbarez   |

### Vijfde ontmoeting
| WK 2014 kwalificatie (Zenica, Bosnië en Herzegovina, 16 oktober 2012): |       |          |
| Bosnië en Herzegovina                                                  | 3 – 0 | Litouwen |
| Vedad Ibišević 28' Edin Džeko 35' Miralem Pjanić 41'                   | goals |          |
| - Debuut van Ervin Zukanović (KV Kortrijk) voor Bosnië en Herzegovina. |       |          |

### Zesde ontmoeting
| WK 2014 kwalificatie (Kaunas, Litouwen, 15 oktober 2013):                                      |       |                       |
| Litouwen                                                                                       | 0 – 1 | Bosnië en Herzegovina |
|                                                                                                | goals | 68' Vedad Ibišević    |
| - Bosnië en Herzegovina voor de eerste keer in de geschiedenis geplaatst voor de WK-eindronde. |       |                       |

N/FS BiH · A-internationals · Bondscoaches · Statistieken · Bosnisch vrouwenelftal · Bosnië U23 · Bosnië U21 · Bosnië U19 · Bosnië U18 · Bosnië U17 · Bosnië U16
1995 – 1999 ·
2000 – 2009 ·
2010 – 2019 ·
2020 − 2029
WK 2014
1995 · 
1996 · 
1997 · 
1998 · 
1999 · 
2000 · 
2001 · 
2002 · 
2003 · 
2004 · 
2005 · 
2006 · 
2007 · 
2008 · 
2009 · 
2010 · 
2011 · 
2012 · 
2013 · 
2014 · 
2015 · 
2016 · 
2017 · 
2018 ·
2019 ·
2020 ·
2021 ·
2022 ·
2023 ·
2024
Albanië ·
Algerije ·
Andorra ·
Argentinië ·
Armenië ·
Azerbeidzjan ·
Bahrein ·
Bangladesh ·
België ·
Brazilië · 
Bulgarije ·
Chili ·
China ·
Costa Rica ·
Cyprus ·
Denemarken ·
Duitsland ·
Egypte ·
Engeland ·
Estland ·
Faeröer ·
Finland ·
Frankrijk ·
Georgië ·
Ghana ·
Gibraltar ·
Griekenland ·
Hongarije ·
Ierland · 
IJsland ·
Indonesië ·
Iran ·
Israël ·
Italië ·
Ivoorkust ·
Japan ·
Joegoslavië · 
Jordanië ·
Kazachstan ·
Koeweit ·
Kroatië ·
Letland ·
Liechtenstein ·
Litouwen ·
Luxemburg ·
Maleisië ·
Malta ·
Mexico ·
Moldavië ·
Montenegro ·
Nederland ·
Nigeria ·
Noord-Ierland ·
Noord-Macedonië ·
Noorwegen ·
Oekraïne ·
Oezbekistan ·
Oman ·
Oostenrijk ·
Paraguay ·
Polen ·
Portugal ·
Qatar ·
Roemenië ·
San Marino ·
Schotland ·
Senegal ·
Servië en Montenegro ·
Slovenië ·
Slowakije ·
Spanje ·
Tsjechië ·
Tunesië · 
Turkije ·
Verenigde Staten · 
Vietnam ·
Wales ·
Wit-Rusland ·
Zimbabwe ·
Zuid-Korea ·
Zweden ·
Zwitserland
Argentinië (2014) ·
Iran (2014) ·
Nigeria (2014)
LFF · A-internationals · Bondscoaches · Statistieken · Litouws vrouwenelftal · Olympisch elftal · Litouwen U21 · Litouwen U20 · Litouwen U19 · Litouwen U18 · Litouwen U17 · Litouwen U16
1923 – 1929 ·
1930 – 1939 ·
1940 – 1949 ·
1950 – 1989 · 
1990 – 1999 ·
2000 – 2009 ·
2010 – 2019 ·
2020 − 2029
1923 · 
1924 · 
1925 · 
1926 · 
1927 · 
1928 · 
1929 · 
1930 · 
1931 · 
1932 · 
1933 · 
1934 · 
1935 · 
1936 · 
1937 · 
1938 · 
1939 · 
1940 · 
1941–1944 · 
1945 · 
1946 · 
1947 · 
1948 · 
1949 · 
1950–1955 · 
1956 · 
1957–1978 · 
1979 · 
1980–1989 · 
1990 · 
1991 · 
1992 · 
1993 · 
1994 · 
1995 · 
1996 · 
1997 · 
1998 · 
1999 · 
2000 · 
2001 · 
2002 · 
2003 · 
2004 · 
2005 · 
2006 · 
2007 · 
2008 · 
2009 · 
2010 · 
2011 · 
2012 · 
2013 · 
2014 · 
2015 · 
2016 · 
2017 ·
2018 ·
2019 ·
2020 ·
2021
Albanië ·
Andorra ·
Argentinië ·
Armenië ·
Azerbeidzjan ·
België ·
Bosnië en Herzegovina ·
Brazilië ·
Bulgarije ·
Chili ·
Cyprus ·
Denemarken ·
Duitsland ·
Egypte ·
Engeland ·
Estland ·
Faeröer ·
Finland ·
Frankrijk ·
Georgië ·
Gibraltar ·
Griekenland ·
Hongarije ·
Ierland ·
IJsland ·
Indonesië ·
Iran ·
Israël ·
Italië ·
Joegoslavië ·
Jordanië ·
Kazachstan ·
Koeweit ·
Kosovo ·
Kroatië ·
Letland ·
Liechtenstein ·
Luxemburg ·
Mali ·
Malta ·
Moldavië ·
Montenegro ·
Nieuw-Zeeland ·
Noord-Ierland ·
Noord-Macedonië ·
Noorwegen ·
Oekraïne ·
Oostenrijk ·
Polen ·
Portugal ·
Roemenië ·
Rusland ·
San Marino ·
Saoedi-Arabië ·
Schotland ·
Servië ·
Servië en Montenegro ·
Slovenië ·
Slowakije ·
Spanje ·
Tsjechië ·
Turkije ·
Turkmenistan ·
Verenigde Arabische Emiraten ·
Wit-Rusland ·
Zweden ·
Zwitserland